# (4776) Luyi
(4776) Luyi (1975 VD) – planetoida z pasa głównego asteroid okrążająca Słońce w ciągu 3,52 lat w średniej odległości 2,31 j.a. Odkryta 3 listopada 1975 roku.